# Jerry Jemmott
Gerald Joseph Stenhouse Jemmott, noto con il diminutivo di Jerry (New York, 22 marzo 1946), è un bassista e contrabbassista statunitense.
Jerry Jemmott è stato uno dei bassisti più utilizzati come session man tra gli anni sessanta e i primi anni settanta, lavorando con vari artisti soul, blues e jazz dell'epoca.

## Biografia
Jemmott decise di suonare il contrabbasso all'età di 10 anni subito dopo aver visto un'esibizione di Paul Chambers. La sua carriera professionale iniziò a soli 12 anni come contrabbassista, ma poco tempo dopo decise di passare al basso elettrico. Nel 1967 venne scoperto dal sassofonista King Curtis. Grazie a questo entrò ben presto in contatto con la Atlantic Records e di conseguenza si trovò a registrare per importanti artisti dell'Atlantic come Aretha Franklin, Ray Charles, Wilson Pickett, The Rascals, Roberta Flack e Margie Joseph.
Jemmott registrò anche per importanti artisti blues come B.B. King, Freddie King, Chuck Berry, Duane Allman, Otis Rush, Champion Jack Dupree, ed affermati artisti jazz come Herbie Hancock, Freddie Hubbard, Erroll Garner, Les McCann, Eddie Harris, Houston Person, George Benson, Archie Shepp, Lionel Hampton, Herbie Mann, Eddie Palmieri e Charles Earland. È sua la linea di basso della registrazione originale di "Mr. Bojangles", famoso è anche il suo riff nel brano "The Thrill Is Gone" di B.B. King.
A partire dal 1975 le sessioni di registrazione di jemmott iniziarono via via a diminuire. Jemmott continuò a lavorare come arrangiatore e direttore d'orchestra, lavorando con John Williams, la Boston Pops Orchestra e Bette Midler.
Jemmott ebbe una notevole influenza sullo stile di Jaco Pastorius, il quale accorpò le linee di basso "stuttering funk" di Jemmott con il suo stile sincopato. Jemmott partecipò sia in qualità di produttore che in qualità di ospite al video istruzionale Modern Electric Bass, pubblicato nel 1985, che includeva lezioni e consigli di Pastorius.
Recentemente Jemmott ha pubblicato due lavori da solista per l'etichetta giapponese P-Vine Records, Caught in the Low Beam e The New York View (assieme a  Bill "Junior" Linton), così come Make It Happen! per la Whatcha Gonna Do Records. Jemmott continua a lavorare come docente, ha scritto vari articoli, quattro libri e pubblicato materiale audio e video istruzionali di basso.
Nel 2001 ha ricevuto il Bass Player Magazine's Lifetime Achievement Award ed è stato nominato presidente dell'Electric Bass Department alla Richard Davis Foundation for Young Bassists Inc.
Durante il corso degli anni Jemmott si è esibito in tutto il mondo. Oltre all'attività di arrangiatore e compositore si è dedicato anche all'attività didattica, tenendo seminari musicali in tutto il mondo.
Attualmente è in tour con il progetto "Gregg Allman & Friends".